# Shelley Morrison
Rachel Mitrani (Nueva York, 26 de octubre de 1936-Los Ángeles, 1 de diciembre de 2019), conocida artísticamente como Shelley Morrison, fue una actriz estadounidense.

## Biografía
Trabajó como actriz de teatro, cine y televisión desde los años 1960. Intervenía regularmente en la serie The Flying Nun como Sor Sixto, y siguió con papeles secundarios hasta conseguir un papel como protagonista en la telenovela General Hospital en 1982.
En 1965 apareció en el capítulo Set Fire to a Straw Man de la serie de los años sesenta El Fugitivo, en donde interpreta a Genny, madre de Johnny (Clint Howard) perseguido en forma obsesiva por Stella Pavano, interpretada por la actriz Diana Hyland.
Interpretó muchos papeles de criada y aunque estuvo un poco encasillada en papeles de hispanoamericana: "Sor Sixto" en The Flying Nun, "Juanita" en Sisters, Rosario Inés Consuela Yolanda Salazar en Will & Grace, Shelley Morrison fue la hija única de una familia de judíos sefardíes del Bronx. Su padre, Maurice Morris (nacido Mitrani), era empresario textil y murió cuando Shelley tenía diez años, poco después de que se mudaran a Los Ángeles, él, su esposa, madre de Shelley, Hortense y Shelley.
Estudió arte en el Los Angeles City College y pronto encontró papeles en el cine: Divorce American Style y How to Save a Marriage (And Ruin Your Life).
Le realizaron una tumorectomía en 1988 por un cáncer de mama, que le volvió a aparecer y en 1998, le practicaron una mastectomía. También ha luchado contra un cáncer de pulmón, por el que le han tenido que extirpar parte del pulmón derecho. Vivió con su marido, Walter Domínguez, un mexicano-estadounidense en Los Ángeles.
La acusaron de robar en la tienda Robinsons-May, en California en 2003, pero se retiraron los cargos.
Morrison murió en el Centro Médico Cedars-Sinai en Los Ángeles el 1 de diciembre de 2019 a los 83 años, como resultado de una insuficiencia cardíaca. Su cuerpo fue cremado y las cenizas entregadas a su familia.